# Piastów (Wodzisław Śląski)
Piastów – osiedle w Wodzisławiu Śląskim, leżące w dzielnicy Trzy Wzgórza. Zostało wybudowane w latach osiemdziesiątych w stylu szwedzkim, przez Spółdzielnie Mieszkaniową ROW w Wodzisławiu Śląskim. Historycznie leży na terenach Wodzisławia, Radlina II oraz Jedłownika. Całe osiedle pokryte jest płytami eternitowymi. Bloki są częściowo zmodernizowane i płyty azbestowe są likwidowane. Na terenie osiedla znajduje się Szkoła Podstawowa nr 28, filia Poczty Polskiej, oraz Ośrodek Zdrowia, a także Przedszkole Miejskie nr 15 i 16. Dawniej na osiedlu znajdował się Żłobek Miejski, który w nieprzemyślany sposób Radnych został zlikwidowany i popadał w ruinę. Obecnie znajduje się tam prywatne przedszkole. Osiedle to składa się z trzech ulic: ul. Leszka, ul. Mieszka nad którą biegnie wiadukt - kładka dla pieszych oraz ul. Przemysława. Na terenie osiedla znajdują się dwa przystanki autobusowe: "PIASTÓW OSIEDLE" oraz "Pogwizdów". W planach jest jeszcze budowa bloku przy ul. Kokoszyckiej ale na razie są to tylko plany SM ROW. Na osiedlu znajdują się bloki o numerach 1-18.
W pobliżu osiedla znajduje się park rozrywki Trzy Wzgórza.

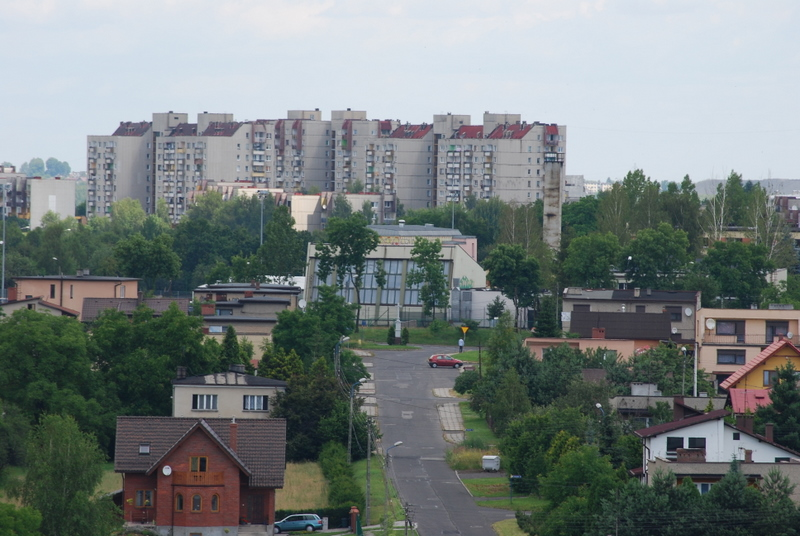
Widok od strony Jedłownika na Os. Piastów w Wodzisławiu Śl.